# Werkendam (schip, 2018)
De WERKENDAM is het eerste Nederlandse grijperkraanbaggerschip in de binnenvaart dat geheel door LNG wordt aangedreven. Er is nog wel een dieselmotor aan boord als back-up. Het is een werkschip in de vloot van baggeraar en maritiem dienstverlener Van Oord. De bouw van het schip is een pilot, met EU-subsidie. De Europese Unie stimuleert de overschakeling van de scheepvaart op schonere brandstoffen.
Bij de kiellegging werd ook een zilveren gulden uit 1916 ingeklonken om het schip een fortuinlijke vaart te wensen. Het schip werd na de bouw in Hardinxveld-Giessendam op een ponton gezet en met twee drijvende Matador-bokken van Bonn & Mees tewatergelaten in de Waalhaven in Rotterdam.
Vanwege het 150-jarig bestaan van Van Oord vond de doopceremonie op zaterdag plaats in Werkendam, de bakermat van de onderneming. Al op vrijdagmorgen bood Van Oord vmbo-leerlingen van het Willem van Oranje College en studenten van het ROC Da Vinci College in samenwerking met Werkendam Maritime Industry (WMI) een rondleiding aan op het schip.
Het kraanschip wordt met name ingezet bij de uitvoering van Nederlandse projecten zoals baggerwerkzaamheden en kleinschalige kust- en oeverwerken langs de grote rivieren. Het aanbrengen van een oeverbescherming in de Rotterdamse Europahaven was de eerste opdracht. Daarbij werden in het Calandkanaal onder andere zestien getijdenpoelen geplaatst.

## Techniek
Ten behoeve van betere milieuprestaties heeft het schip een afgeronde boeg, vol aan de voorkant, om meer stabiliteit te krijgen en een achtersteven die zó is aangepast dat de schroef altijd water heeft, wat tot efficiënter brandstofverbruik tijdens het varen moet leiden. Van oudsher is dat laatste geen prioriteit, omdat bij kraanschepen de rompvorm ondergeschikt is aan de snelheid. Dit omdat vooral stabiliteit voor de kraan belangrijk is. De beuncapaciteit van 700 kuub hoeft ook niet zo groot te zijn, het is een tussenopslag omdat er nooit lange afstanden mee wordt gevaren. Met thrusters en een automatisch DP-systeem (Dynamisch positioneringssysteem) kan het schip automatisch exact op zijn plek gehouden worden.
Met een opslagtank van 38 m³ op het achterdek kan de Werkendam genoeg LNG aan boord opslaan om veertien dagen te varen en te opereren zonder bij te tanken. In vergelijking met diesel zorgt LNG voor meer dan 80 procent minder fijnstof en 70 procent minder stikstof. Er wordt een CO2-reductie behaald van 25 procent.

## Gasmotoren
De Werkendam heeft drie gasmotoren, elk met een vermogen van bijna 500 kW. De bouwer gaat ervan uit dat deze efficiënter zijn bij een vermogensvraag boven de zestig procent. Omdat een kraanschip vaak langere tijd met lage vermogens draait, is dan 1 eenheid genoeg. Bij meer vermogen kunnen 1 of 2 eenheden bijgeschakeld worden.

## Hybride aandrijving
In vergelijking met dieselmotoren kunnen gasmotoren slechter met een wisselend belastingprofiel omgaan. LNG staat grote vermogensschommelingen in de motor minder toe. De belasting van een kraanschip ligt soms onder nul. Er is veel vermogen nodig om te hijsen, maar als de grijper zakt en de trommel van de lier dus de andere kant op draait, komt er juist vermogen vrij.
De kraan is geheel elektrisch en voorzien van een buffersysteem met ultracaps. In feite een krachtige oplaadbare batterij om het hoog wisselende belastingprofiel van de kraan te kunnen opvangen. Afhankelijk van de draairichting vraagt de lier vermogen of levert juist vermogen aan het systeem. Dit systeem hergebruikt de gegenereerde energie van het laten vieren van een last door de kraan of het laten zakken van de spudpalen en kan hiermee samen met slimme elektronica, die de gasmotoren precies het adequate vermogen laat leveren, de piekbelasting afvlakken. De energie ontstaan uit overcapaciteit kan zo weer afgegeven worden wanneer extra capaciteit nodig is.

## Veiligheidsmaatregelen
Op het schip zijn alle LNG-veiligheidszones achter de stuurhut, die gebouwd is door een gespecialiseerd bedrijf in Werkendam. Het schip kan daarbuiten gewoon functioneren zonder restricties en veiligheidszones voor LNG.
De motoren staan in een afsluitbare ruimte en de gastoevoer wordt in een aantal gevallen automatisch gestopt, bijvoorbeeld als een van de gasdetectiesensoren alarm slaat.
Veiligheidseisen beperken ook de mobiliteit van LNG-schepen ten opzichte van dieselschepen, er gelden aangescherpte regels in havens en sluizen. Er zijn in Nederland tegenwoordig ook nog maar vijf plekken om LNG te bunkeren, allemaal langs de hoofdroute naar Duitsland. Bovendien mag in Nederland niet zomaar overal LNG overgeslagen worden. Hiervoor is een vergunning vereist en het gaat gepaard met allerlei veiligheidsmaatregelen ter plekke, zoals het slaan van een aardelektrode voor de LNG-tankwagen.